# 16583 Ерстед
16583 Ерстед (16583 Oersted) — астероїд головного поясу, відкритий 26 липня 1992 року.
Тіссеранів параметр щодо Юпітера — 3,063.
Названо на честь данського фізика Ганса Крістіана Ерстеда